# Sibiville
Sibiville là một xã ở tỉnh Pas-de-Calais, vùng Hauts-de-France của Pháp.

## Địa lý
Sibiville tọa lạc 20 dặm (32,2 km) phía tây Arras and 5 dặm (8,0 km) về phía nam St.Pol, trên đường D82.

## Dân số
| 1962                                                         | 1968 | 1975 | 1982 | 1990 | 1999 | 2006 |
| ------------------------------------------------------------ | ---- | ---- | ---- | ---- | ---- | ---- |
| 144                                                          | 155  | 135  | 115  | 106  | 109  | 99   |
| Số liệu điều tra dân số từ năm 1962: Dân số không tính trùng |      |      |      |      |      |      |

## Địa điểm nổi bật
- Nhà nguyện thế kỷ 16.
- Nhà thờ Notre-Dame, thế kỷ 16.